# Удружење професионалних возача Формуле 1
Удружење професионалних возача Формуле 1 (енгл. Grand Prix Drivers' Association) је организација коју чине професионални возачи Формуле 1, а која је основана 1961. године. Возачи се добровољно опредељују за чланство у организацији. Од свих возача који се у текучој сезони такмиче у Формули 1, само Кими Раиконен није члан удружења. Почевши од 2008. године, председник удружења је Педро де ла Роса, а његови заменици су Марк Вебер и Фернандо Алонсо.